# Edifício Le Corbusier

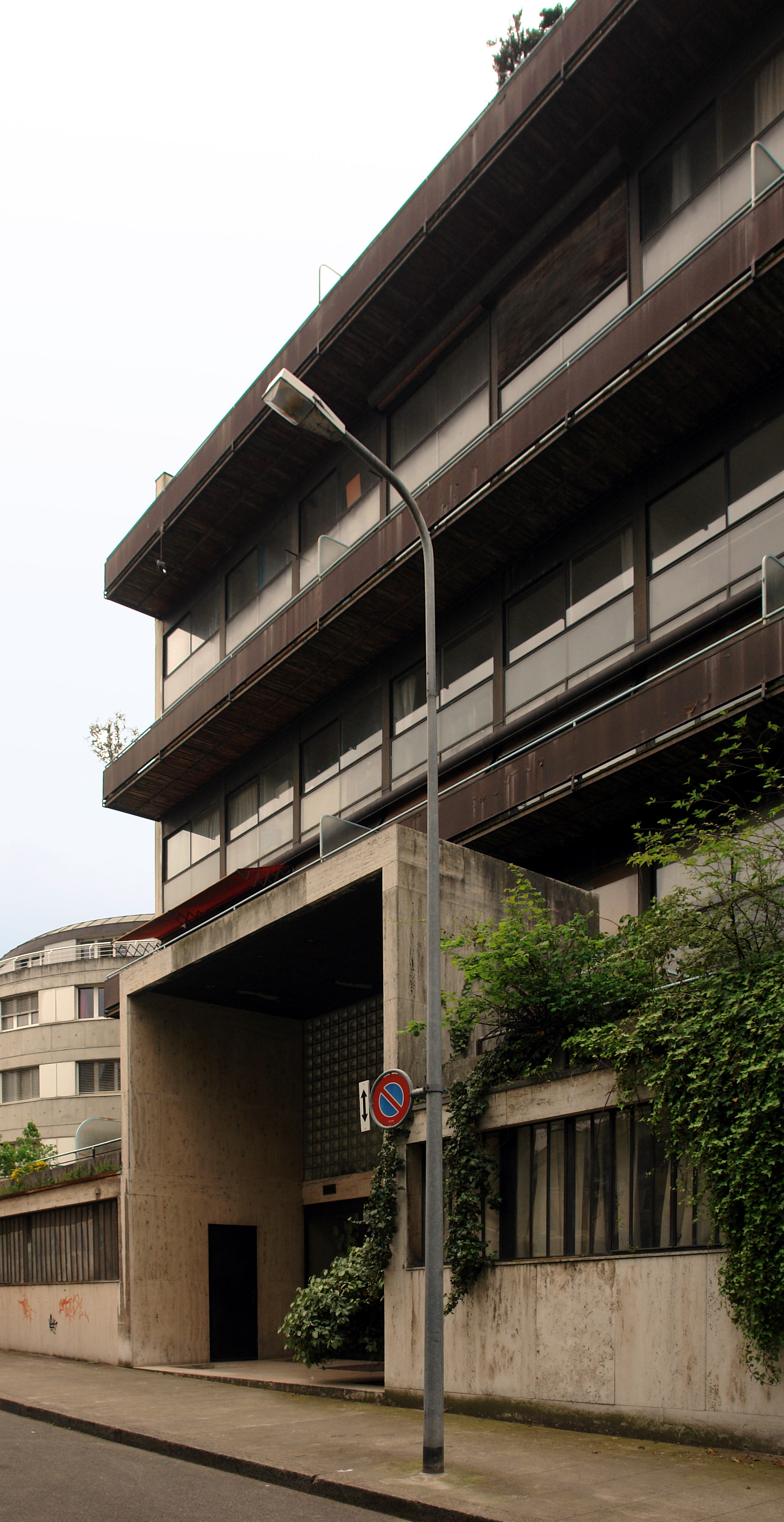
Casa de Vidro

O Edifício Le Corbusier, a Claridade ou a Casa de vidro - Clarté ou Maison de verre (em francês) - são os três nomes porque é conhecida o edifício do arquitecto suíço Le Corbusier construído no quarteirão Villereuse em Genebra, na Suíça. Na época da sua construção, 1932 foi considerada obra de avant-garde pois o exterior era completamente em vidro e só tinha uma ossatura metálica. -

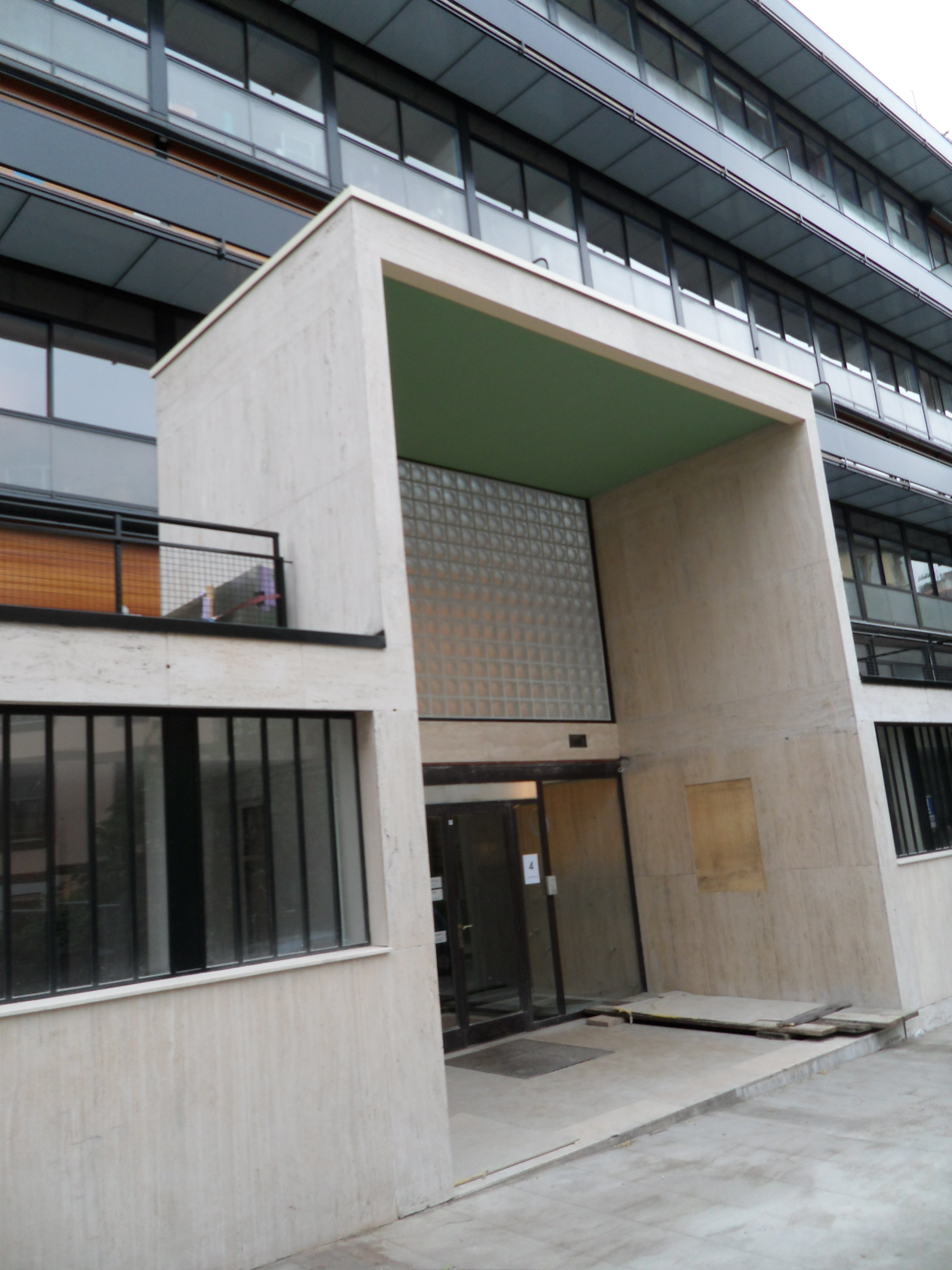
Depois da reatauração em 2010

Além desta, e unicamente na suíça, Le Corbusier tem outras construções como a Casa Fallet em La Chaux-de-Fonds, a casa do Lago em Corseaux que foi construída para os seus pais.